# Clara Katharina Pollaczek

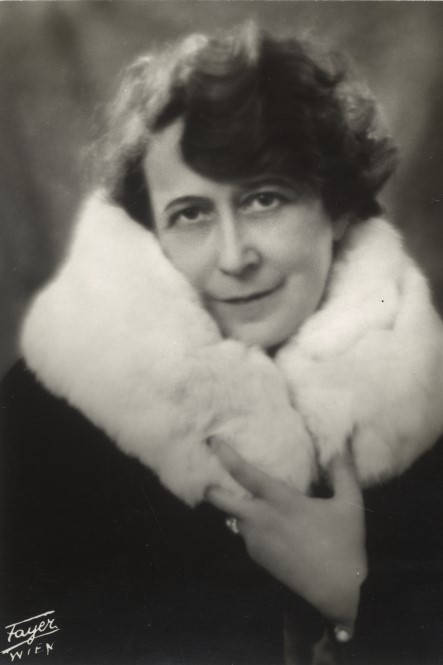
Clara Katharina PollaczekViena, 1920

Clara Pollaczek (născută Clara Loeb ; n. 15 ianuarie 1875, Viena, Austro-Ungaria – d. 22 iulie 1951, Döbling, Zonele aliate de ocupație din Austria, Austria) a fost o scriitoare vieneză de romane ușoare, povestiri și versuri. De asemenea, a scris mai multe piese de teatru. Unele dintre lucrările ei au apărut sub pseudonimele „Bob” sau „Bob Béol”. 
În plus, ea este cunoscută de savanții în literatură datorită relației ei cu Arthur Schnitzler, fiind partenerul ei de viață între 1923 și 1931, când acesta moare. 

## Biografie
Clara Loeb s-a născut într-o familie de evrei intelectuali seculari din Viena, unde a crescut împreună cu cei doi frați ai săi, Alfred și Otto, și cu sora ei, Anna.  (Se crede că ea a început să folosească al doilea nume, „Katharina”, abia după ce a împlinit optsprezece ani.) Bunicul ei fusese un magnat de textile care a îmbrăcat armatele habsburgice în timpul războaielor napoleoniene .  Tatăl ei, Louis Loeb/Löb (1843–1928), a fost bancher. Familia era prosperă și în timp ce ea creștea au fost frecvente vacanțe de familie în Bad Ischl .  
Dotată intelectual și educată intensiv, când Clara avea 19 ani a început să scrie, folosind pseudonime masculine atunci când își publică opera. În aprilie 1897, „Mimi: Silhouettes from a girl's life” ( „Mimi. Schattenbilder aus einem Mädchenleben” ) a apărut în revista literară Neue Deutsche Zeitschrift, atribuită unui scriitor folosind pseudonimul „Bob” și încorporând un prolog de Hugo von Hofmannsthal . Mimi a fost prezentată ca o contraparte feminină a personajului lui Arthur Schnitzler, Anatol . Mimi a fost văzută ca un mare succes.  În centrul poveștii se află o fată timidă care devine o femeie sigură de sine, dornică să se bucure de viață și critică cu părinții ei atunci când încearcă să-i aleagă un soț. O scenă îl prezintă pe protagonist într-o „înfrângere amoroasă cu un scriitor pe o barcă cu vâsle, noaptea pe Millstätter See ”. Publicarea lui Mimi în jurnalul literar a declanșat crize în familie și Hugo von Hofmannsthal a fost chemat să intervină la editorii S. Fischer Verlag pentru a preveni publicarea cărții. 
În ciuda tendințelor rebele evidențiate în „Mimi”, Clara s-a supus dorințelor părinților ei când a renunțat la scris și s-a căsătorit la templul (sinagogă) din Seitenstettengasse, pe 10 mai 1898. Soțul ei, Otto Pollaczek, a fost moștenitorul celui mai mare distribuitor de piei din monarhia habsburgică . Fiii lor, Hermann și Karl Friedrich, s-au născut în 1899 și 1902.  Familia locuia în propria casă lângă strada Blumauergasse în al doilea cartier al orașului . Căsnicia pare să nu fi fost deosebit de fericită: Pollaczek s-a dovedit a fi infidel ca soț și în timpul celei de-a doua sarcini a Clarei și-a luat amanta și au plecat în vacanță de vară.  Afacerea sa confruntat cu dificultăți financiare în 1907 și, după ce a eșuat, Otto Pollaczek și-a luat viața pe 17 aprilie 1908.  Clara nu a mai putut să locuiască în casa pe care o împărțeau și a rămas fără venituri și foarte puține bunuri. Poziția ei financiară sa deteriorat și mai mult după Primul Război Mondial, deoarece a investit în obligațiuni de război . A trebuit să-și vândă bijuteriile și să părăsească casa părinților ei la care se întorsese în 1918 după ce mama ei a murit. Casa a fost închiriată și în cele din urmă, în 1928, vândută. O vreme a locuit într-un hotel, înainte de a se muta într-un mic apartament din districtul al XVIII-lea, la vest de universitate .
În vederea susținerii familiei, în 1924 ea s-a întors la scris, lucrând și ca traducătoare. În anii 1920 și 1930 a publicat povestiri, romane și poezii în prestigiosul Neue Freie Presse (ziar cotidian), precum și mai multe romane publicate în serie.  Ea a dobândit un număr mare de cititori dedicați. 
Austria a fost inclusă în Germania în 1938. Germania a fost guvernată de naziști din 1933, conform principiilor duble ale populismului de-a lungul veacurilor: speranța și ura. Ura era concentrată asupra comuniștilor și evreilor și a luat forme din ce în ce mai sinistre și distructive. Clara Katharina Pollaczek a fost supusă persecuției antisemite . Poate că și-a datorat supraviețuirea deținerii unui pașaport cehoslovac, dobândit ca urmare a căsătoriei cu Pollaczek. La două zile după ce trupele germane au fost întâmpinate de mulțimile încurajatoare în Viena, marcand încorporarea Austriei în Germania nazistă, ea s-a stabilit în Praga, unde a locuit pentru o vreme. Când, în 1939, germanii și-au încheiat ocupația Cehoslovaciei, ea își vizita prietenii în Elveția . Ea a rămas în Elveția, primind sprijin financiar de la rude, până când războiul s-a încheiat în 1945. În această perioadă a devenit romano-catolică .  (Ultimul evreu practicant din familia ei fusese bunicul ei.  ) În 1945 s-a alăturat fiului ei Karl, care ajunsese la Gillingham în Anglia, dar acesta era căsătorit cu copii: casa era înghesuită și, spre deosebire de fiul ei mai mic, Clara nu se simțea stabilită în Anglia. Fratele ei, avocatul Otto Loeb, a fost cel care a organizat întoarcerea ei la Viena în 1948. 
S-a dovedit imposibil să-și reia cariera literară. Contactele literare cu cei cu care lucrase înainte de 1938 erau morți sau emigraseră definitiv. Trei ani mai târziu, în 1951, ea a murit după o lungă boală care, după moartea ei, s-a dovedit a fi un cancer nediagnosticat până acum.  Notificarea ei de deces a apărut în Neue Freie Presse din 25 iulie 1951. La 26 iulie 1951, trupul ei a fost înmormântat printre ale altor cetățeni de onoare⁠(d) ai orașului în cimitirul interconfesional Sieveringer⁠(d) .

## Tragedii familiale și răspândiri
Fiul cel mare al Clarei, Hermann, a emigrat prin Hamburg în Argentina în 1931. Fiul ei mai mic, Karl, s-a calificat ca medic. A fost capturat de Gestapo, dar eliberat. Împreună cu soția și fiica sa, la 20 iunie 1938 ei au fugit în Elveția, de unde au plecat spre Marea Britanie, iar el și-a schimbat numele în Kary Pole. A produs o autobiografie în 1982, intitulată „Două jumătăți de viață”.  Cartea descrie viața mamei sale ca exilat în Anglia în timpul celui de-al Doilea Război Mondial .

Potrivit aceleiași cărți, mătușa lui, sora Clarei, Anna, a urmat și ea o carieră literară, dar cu mai puțin succes decât Clara. Anna a fost ucisă la Theresienstadt . Unchiul său, fratele Clarei, Otto Loeb, a devenit avocat și a rămas la Viena. El a supraviețuit anilor sub dominația nazistă, probabil datorită unui registru distins de serviciu militar în timpul Primului Război Mondial . A fost autorizat să practice dreptul ca „consilier și consilier juridic pentru evrei” ( „Konsulent, zugelassen zur rechtlichen Beratung von Juden” ). Celălalt frate al Clarei, Alfred, a devenit artist și membru al Hagenbund . Conform unui lexicon din 1939, el locuia la acea vreme la Londra. A murit „într-o mănăstire” în 1945.

## Arthur Schnitzler
Clara Loeb l-a cunoscut pe Arthur Schnitzler la sfârșitul anului 1896 la petrecerea de Ajunul Anului Nou organizată la casa părinților Clarei. Dintre invitați au făcut parte și artiști și oameni de litere însemnați. Ea l-a întâlnit pe  Hugo von Hofmannsthal la același eveniment. Cei doi bărbați au încurajat-o să își urmeze aspirațiile literare. Schnitzler a menționat-o ulterior în jurnalul său drept ,,o dragă fetiță cu ochii mari albaștri”  ("das liebe kleine Mädel mit großen Augen").  Ei au început o corespondență care a durat până la căsătoria Clarei în 1898. În scrisorile lor, ei discutau probleme literare. Se întâlneau frecvent la reuniunile de familie. Ei scriau despre aranjarea unor "întâlniri nervoase" ("nervöse Zusammenkünfte"), deși nu este clar dacă s-au întâlnit vreodată, în acest moment, în afara contextului mai larg al evenimentelor sociale. Părinții Clarei dezaprobau prietenia ei cu Schnitzler, precum și prieteniile cu alți bărbați, și s-au grăbit să aranjeze căsătoria ei cu Pollaczek. În timpul căsătoriei Clarei, corespondența cu Schnitzler a fost întreruptă.
Moartea soțului ei în 1908 a lăsat-o pe Clara Katharina Pollaczek să se simtă eliberată, conform cărții fiului ei. Ea a avut mai multe prietenii masculine înainte de a intra într-o relație mai strânsă cu Schnitzler. Jurnalele lui Schnitzler dezvăluie un schimb de scrisori, întâlniri regulate și chiar o conversație telefonică din aproximativ 1915. După ce Schnitzler a divorțat de Olga Gussmann, divorț care a avut loc în 1921, el și Pollaczek s-au întâlnit mult mai des. Au fost vizite la teatru și muzee și plimbări împreună în parcurile orașului . Mai târziu, au călătorit împreună și au vizitat frecvent cinematograful. În acest moment, o relație sexuală în afara căsătoriei ar fi fost tabu pentru o femeie. Aceasta a fost o convenție pe care Clara Pollaczek a ignorat-o. Ea avea 48 de ani, iar Arthur Schnitzler 61 de ani și suferea de melancolie, când au devenit, pentru majoritatea scopurilor, parteneri de viață. Între 1923 și moartea lui Schnitzler, în 1931, ei au format un cuplu. Cu toate acestea, ei nu au locuit de fapt împreună și nu există nicio dovadă că vreunul dintre ei s-a gândit vreodată la căsătorie.
După moartea soțului ei în 1908, efortul literar a devenit o necesitate financiară pentru Pollaczek. Ea a lipsit permanent de bani, dar nu a vrut să-i permită lui Schnitzler să-i ofere sprijin financiar. În 1924 i-a dat o mașină de scris de Crăciun. A citit aproape tot ce a scris ea și a devenit, de asemenea, o critică a operei sale, a cărei judecată și sugestii a apreciat-o. 
Între timp, Arthur Schnitzler a avut o serie de alte aventuri pe care a încercat să le ascundă lui Pollaczek și, de asemenea, a rămas în legătură regulată cu fosta sa soție și cu Lili, fiica sa. Clara Katharina Pollaczek s-a plâns frecvent că nu a fost suficient de văzută cu Schnitzler „în societate” și că nu a fost identificată drept „amanta lui oficială”. Relația lor a devenit din ce în ce mai definită de conflict – de exemplu, când Clara Pollaczek a anunțat că este antisemită. Pe măsură ce Schnitzler a consemnat schimbul în jurnalul său, aceasta a dat naștere la o ceartă lungă. Pollaczek nu făcuse nimic pentru a-și ascunde proveniența evreiască, în timp ce Schnitzler a avut o mulțime de ocazii să observe fața mai urâtă a antisemitismului din Viena în anii 1920 și începutul anilor 30. În ciuda argumentelor, niciunul dintre parteneri nu a luat decizia de a-și pune capăt relației. Pollaczek a notat în jurnalul ei, „încă continuă să insiste că mă vrea și că nu mă poate lăsa să plec. Își dorește libertatea, vrea să fie singur și apoi vrea să fie din nou cu mine și, undeva în lume, ar trebui să fiu mereu la îndemână pentru el și nimeni nu este atât de important pentru el ca mine” ( „Er immer wieder, mier. er will allein sein und dann auch wieder mit mir und ich soll irgendwo in der Welt immer irgendwo für ihn vorhanden sein und niemand bedeute ihm so viel wie ich." ). 
Cu cât se despărțeau mai des, cu atât mergeau mai des împreună la cinema. Alegerea filmului a fost aparent nediscriminatorie, variind de la producții sentimentale trucate până la clasice recunoscute în lume. Atât Schnitzler, cât și Pollaczek și-au amintit aproximativ 500 dintre aceste vizite la cinema în jurnalele lor respective între 1923 și 1931, oferind perspective asupra modului în care diferite filme au fost primite de public, precum și a evenimentelor individuale din jurul propriilor vizite la cinema. Din înregistrările din jurnalul Pollaczek reiese că aceste vizite la cinema au avut o funcție de divertisment. În ultimul an al vieții lui Schnitzler, cei doi au descoperit, de asemenea, că ascultatul radioului împreună era o distracție alternativă. 
Problemele de sănătate ale lui Schnitzler și declinul fizic sunt, de asemenea, înregistrate în jurnalul ei. La final, ea a descris moartea lui la 21 octombrie 1931: „I-am ținut capul în mâinile mele până la ultima lui suflare”.  O sărbătoare a vieții sale a avut loc la Burgtheater pe 15 noiembrie 1931. Clara Katharina Pollaczek a rostit discursul comemorativ sub forma unui poem în cinci strofe pe care ea l-a scris pentru el. 

## Producții literare (selectare)
Cu excepția cazului în care se prevede altfel, poveștile și piesele de teatru, precum și unele dintre poezii au fost publicate în Neue Freie Presse 
Piese de teatru 
- Mimi. Schattenbilder aus einem Mädchenleben (Mimi. Siluete dintr-o viață de fată), serie de scene cu un prolog de Hugo von Hofmannsthal. În: Neue Deutsche Rundschau, 1 aprilie 1897, pp. 396-413. Retipărit în: Hansjörg Graf (editor): Der kleine Salon. Szenen und Prosa des Wiener Fin de Siècle (Micul salon. Scene și proză din Viena fin de siècle). Cu ilustrații de Gustav Klimt. Editura Henry-Goverts-Verlag, Stuttgart 1970, ISBN 978-3-7740-0381-1, pp. 231-268
- Redoute (Bal mascat). Piesă de teatru într-un act (1926)
- Dame (Doamnă). Dramă (1930)

Romane
- Zwischen den Generationen (Între generații) (1920)
- Der Abhang (Povârnișul/Panta) (1924)
- Kind der Liebe (Copil al iubirii). În: Neues Wiener Tagblatt 1926
- Die Schönheit der Konstanze (Frumusețea Constanței) (1929)
- Der Aufstieg (Ascensiunea) (1929)
- Die Tochter des Hauses (Fiica casei) (1929)
- Zwischen den Generationen (Între generații) (1930)
- Mütter (Mame) (1931)
- Zwischen den Generationen (Între generații) (1933)

Nuvele și povestiri scurte 
- Die Abschiedsfeier der Sybille Eugerth (Petrecerea de adio a Sybillei Eugerth) (1924)
- Der Tod der Gräfin Anastasia (Moartea contesei Anastasia) (1925)
- Der ewige Student (Studentul veșnic) (1925)
- Mädchen für Alles (Fată la toate) (1926)
- Mord (Crimă) (1927)
- Die Tochter des Hauses (Fiica casei) (1929)
- Das Fräulein von Corday d'Armont (Domnișoara de Corday d'Armont) (1931)
- Die Kette (Lanțul) (1932)

Poezii
- Abend (Seară) (1926)
- Nach Sonnenuntergang (După apusul soarelui) (1927)
- Wissen um den Tod (Cunoașterea morții) (1928)
- Im Aeroplan/Flug zu zweit (În aeroplan/Zbor în doi) (1929)
- Erinnerungsgang (Cottage 1933) (Drumul amintirilor (Cottage, 1933))
- Sein Zimmer (Camera lui) (1934)
- Gedichte der Liebe (Poezii ale iubirii). Editura Europeană, Viena, Leipzig 1936

Traduceri
- Paul Géraldy: Du und Ich (Toi et moi) (Tu și eu). Poezii traduse din franceză de Clara Katharina Pollaczek, Editura Zsolnay, Viena 1927

Biografie
- Arthur Schnitzler und Ich (Arthur Schnitzler și eu), 1896-1931, vol. 1-3. Manuscris nepublicat (considerat a fi fost destinat publicării). Viena 1931-1932